# Poison Book Project
Il Poison Book Project è un progetto del Winterthur Museum, Garden and Library e dell'Università del Delaware per identificare e catalogare libri noti per contenere sostanze velenose, in particolare l'arsenico nei pigmenti contenente il verde di Parigi.

## Storia
Il progetto nasce nel 2019 quando i membri dello staff del Winterthur Melissa Tedone e Rosie Grayburn hanno identificato un libro contenente il verde di Parigi nella collezione dell'istituzione. Da allora il progetto ha confermato che almeno altri 100 libri delle biblioteche di tutto il mondo contengono il verde di Parigi, consentendo ai bibliotecari di adottare misure per ridurre al minimo il rischio per coloro che maneggiano i libri.
Melissa Tedone mentre analizzava uno dei libri della biblioteca, Rustic Adorments for Homes and Taste del 1857, notò attraverso un microscopio che frammenti dell'amido tinto di pigmento verde utilizzato per rinforzare la tela del libro si stavano sfaldando. Rosie Grayburn utilizzò uno spettrometro a raggi X sulla sostanza e risultò che la stessa conteneva rame e arsenico. L'uso delle tele per libri come sostituto più economico delle rilegature in pelle divenne popolare negli anni Quaranta dell'Ottocento. Erano colorate con pigmenti provenienti da una serie di sostanze. Uno di questi, il verde Parigi, noto anche come verde smeraldo, era un pigmento a base di arsenico che produceva un colore verde vivido.
 

Si stima che decine di migliaia di libri furono rilegati dal 1840 al 1860 con la pigmentazione contenente il verde di Parigi.

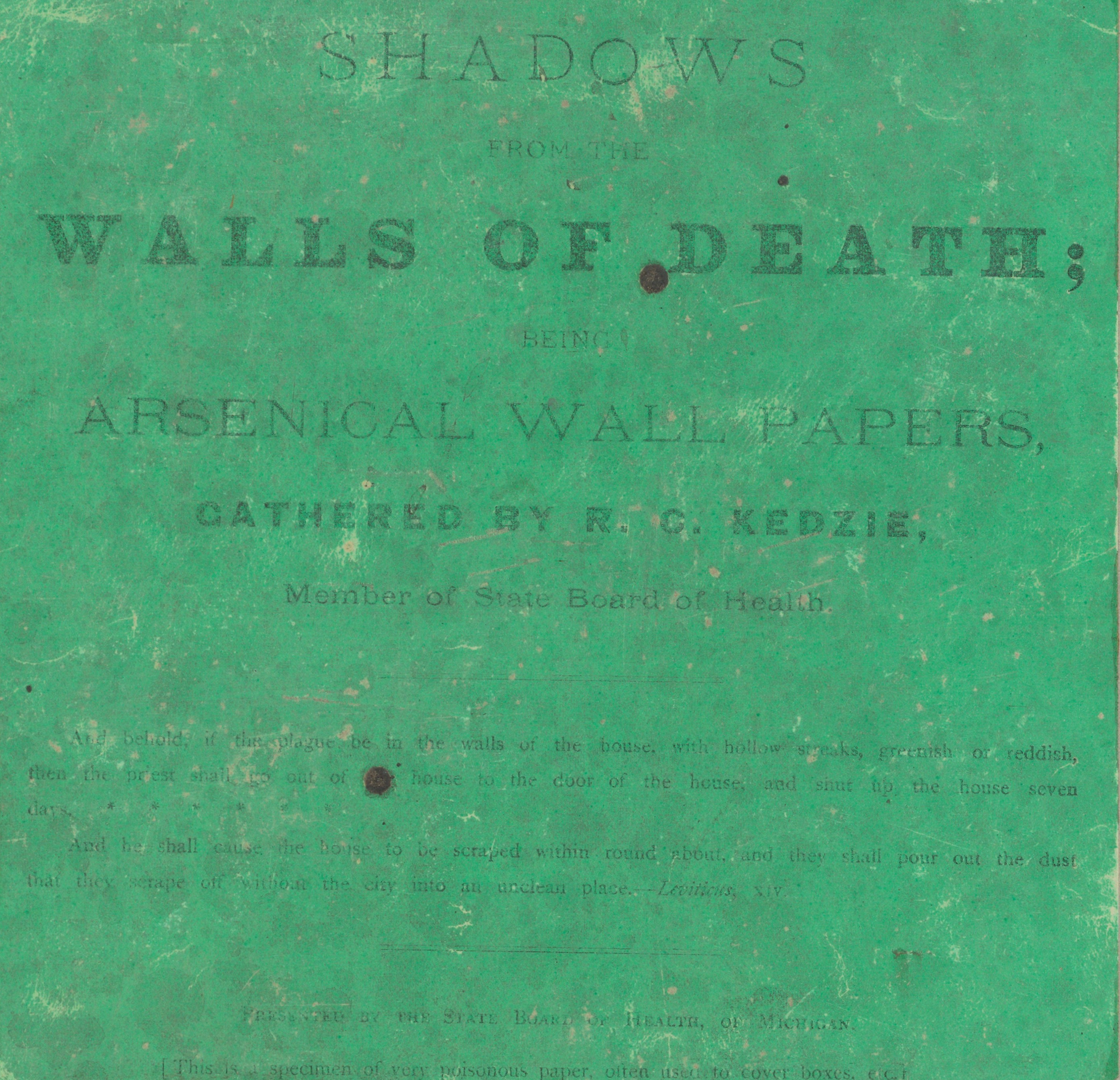
frontespizio del libro Shadows from the Walls of Death del 1874 contenente arsenico.

Il verde di Parigi si sfalda facilmente in polvere, invisibile a occhio nudo, che ricopre le superfici vicine. L'esposizione alla polvere può irritare gli occhi, il naso e la gola e potrebbe causare vertigini e nausea. Il progetto ha inoltre identificato altre sostanze pericolose utilizzate nei pigmenti, tra cui piombo , cromo e mercurio.  Questi pigmenti includono il giallo cromo, che contiene piombo, e il vermiglio, che contiene solfuro di mercurio.
Una ricerca analoga del 2018 condotta dall'Università della Danimarca meridionale su tre manoscritti risalenti al XVI e XVII secolo custoditi all'interno della collezione dell'ateneo aveva evidenziato che contenevano grandi concentrazioni di arsenico sulle copertine. Lo studio verrà successivamente approfondito coinvolgendo un quarto manoscritto.

## Descrizione
Il progetto tenta di identificare singole edizioni di libri storici che contengono materiali pericolosi come l'arsenico. Il progetto vuole assicurarsi che i bibliotecari siano consapevoli dei libri potenzialmente pericolosi e adottino misure per conservarli in modo sicuro.
Fino a marzo 2024 il progetto ha identificato 253 libri contenenti arsenico.